# كرة السلة في الألعاب الأولمبية الصيفية 2024 – تشكيلات منتخبات السيدات
تعرض هذه المقالة قوائم اللاعبات لجميع الفرق المشاركة في مسابقة كرة السلة 5x5 للسيدات في الألعاب الأولمبية الصيفية 2024 في باريس، فرنسا.

## المجموعة أ

### الصين
أُعْلِن عن قائمة تتألف من 16 لاعباً في 26 يونيو 2024. تم الكشف عن التشكيلة النهائية في 13 يوليو 2024.

### بورتو ريكو
أُعْلِن عن قائمة مكونة من 15 لاعبة في 8 يوليو 2024. أُعْلِن عن القائمة النهائية المكونة من 12 لاعبة في 20 يوليو.

### صربيا
أُعْلِن عن القائمة في 24 يوليو 2024.

### إسبانيا
أُعْلِن عن قائمة مكونة من 15 لاعبة في 7 يونيو 2024. تم الكشف عن القائمة النهائية في 9 يوليو 2024.

## المجموعة ب

### أستراليا
أُعْلِن عن قائمة مكونة من 26 لاعبة في 26 مارس 2024. تم الكشف عن التشكيلة النهائية في 7 يوليو 2024.

### كندا
أُعْلِن عن قائمة كندا المكونة من 12 رياضية في 2 يوليو 2024.

### فرنسا
أُعْلِن عن قائمة مكونة من 18 لاعبة في 16 مايو 2024. أُعْلَن عن القائمة النهائية في 8 يونيو 2024.

### نيجيريا
أُعْلِن عن قائمة مكونة من 16 لاعبة في 7 يوليو 2024. تم الكشف عن القائمة النهائية في 23 يوليو 2024.

## المجموعة ج

### بلجيكا
أُعْلِن عن قائمة مكونة من 14 لاعبة في 24 مايو 2024. تم الكشف عن القائمة النهائية في 6 يوليو 2024.

### ألمانيا
أُعْلِن عن قائمة مكونة من 18 لاعبة في 19 يونيو 2024. تم تقليصها إلى 15 لاعبة في 12 يوليو 2024. تم الكشف عن القائمة النهائية في 15 يوليو 2024.

### اليابان
أُعْلِن عن قائمة مكونة من 18 لاعبة في 24 مايو 2024. تم الكشف عن القائمة النهائية في 25 يونيو 2024.

### الولايات المتحدة
أُعْلِن عن القائمة في 17 يونيو 2024.

## External links
- الموقع الرسمي